# Planell dels Roures
El Planell dels Roures, és una petita plana agrícola del terme municipal de Castell de Mur, a l'antic terme de Mur, al Pallars Jussà. Es troba en territori del poble de Puigmaçana.
És situat a la dreta de barranc de Lloriguer, al sud-est dels Plans de Puigmaçana. Queda al nord-est de l'Hort del Sastre i a l'esquerra, per tant, del barranc de Sant Gregori.